# Губа Володимир Петрович
Володимир Петрович Губа (нар. 22 грудня 1938, Київ, УРСР, СРСР — 3 грудня 2020, Київ, Україна) — радянський і український композитор. Народний артист України (1999). Лауреат премії ім. Лисенка (1997), лауреат Державної премії України імені Олександра Довженка (2014). Член Національних спілок композиторів і кінематографістів України.

## Життєпис
Народився 22 грудня 1938 року у Києві в родині вчителів.
У 1977 році закінчив Київську консерваторію імені П. І. Чайковського (клас Б. Лятошинського та А. Штогаренка).
Працював вчителем музики в музичних школах, музичним редактором Держтелерадіо УРСР. Був музичним редактором студії «Укркінохроніка». Фільми з його музикою відзначалися престижними нагородами на вітчизняних та зарубіжних кінофестивалях (Швеція, Франція та Італія).
Є членом спілок:
- Національної спілки композиторів України (1977),
- Національної спілки кінематографістів України (1970),
- Творчої спілки «Кінематографія слов'янських народів».

Також він є членом правлінь організацій «Меморіал», «Україна — Ізраїль» та «Форстерський міст» (ФРН).
Помер 3 грудня 2020 року у Києві.

## Фільмографія
Автор музики до вистави «Гетьман Дорошенко» за твором Л. Старицької-Черняхівської в Національному Українському Академічному драматичному театрі ім. І.Франка (Режисер-постановник — Володимир Опанасенко). Вистава висувалася на здобуття Національної Премії України ім. Тараса Шевченка.
29 травня 2020 мер Києва Віталій Кличко дав Останній дзвоник для випускників і представив відеоролик, в якому пам'ятники "співають" «Старий київський романс», написаний В. Губою для фільму «Дід лівого крайнього» (1973).
Автор музики до художніх, мультиплікаційних і документальних фільмів:
- «Та, що входить у море» (1965)
- «Всюди є небо» (1966)
- «Освідчення в коханні» (1966, док. фільм)
- «Сьогодні — і щодня» (1966)
- «Хто повернеться — долюбить» (1966)
- «Антракт»
- «Берег надії» (1967)
- «Хто помре сьогодні» (1967, к/м)
- «Діалоги»
- «Великі клопоти через маленького хлопчика» (1967)
- «Мальована пісня»
- «Поліське намисто»
- «Червоні лицарі» (1968)
- «Камінний хрест» (1968)
- «Антеї науки»
- «Доброкут»
- «Як козак щастя шукав» (1969, мультфільм)
- «Некмітливий горобець» (1970, мультфільм)
- «Іду до тебе...» (1971)
- «Зозуля з дипломом» (1971)
- «Захар Беркут» (1971)
- «Олеся» (1971)
- «Сказання про Ігорів похід» (1972, мультфільм)
- «Завтра починається сьогодні» (1973)
- «Дід лівого крайнього» (1973)
- «Білий башлик» (1974)
- «Каштанка» (1975)
- «Казки райського саду» (1975, мультфільм)
- «Як козаки сіль купували» (1975, мультфільм)
- «Свято печеної картоплі» (1976)
- «Тривожний місяць вересень» (1976)
- «Марокко. Роздум у дорозі» (1976)
- «Бірюк» (1977)
- «Хліб дитинства мого» (1977)
- «Море» (1978)
- «Багряні береги» (1979)
- «Світ Івана Генералича»
- «Золотий вересень возз'єднання. Роки і долі» (1979)
- «Женці» (1979)
- «Вчилась я у природи» (1980)
- «Єгипетський гусак» (1980, к/м)
- «Зустріч» (1980, к/м, новела з кіноальманаху «Молодість». Випуск 3-й)
- «Колесо історії» (1981)
- «…якого любили всі» (1982, док. фільм)
- «Високий перевал» (1982)
- «Провал операції „Велика Ведмедиця“» (1983)
- «…І чудова мить перемоги» (1984)
- «Володьчине життя» (1984)
- «Вклонись до землі» (1985)
- «Як їжачок і ведмежа міняли небо» (1985, мультфільм)
- «Із життя пернатих» (1985, мультфільм)
- «Увійдіть, стражденні!» (1987)
- «Як козаки інопланетян зустрічали» (1987, мультфільм)
- «Данило — князь Галицький» (1987)
- «Золоте весілля» (1987)
- «Поза межами болю» (1989)
- «Чудо в краю забуття» (1991)
- «Подарунок на іменини» (1991)
- «Голос трави» (1992)
- «Гетьманські клейноди»
- «Секретний ешелон» (1993)
- «Мамочка, Розочка і Миночка» (1993)
- «Здобути, або не бути»
- «Спогад про УПА» (1994)
- «Казка про богиню Мокошу» (1995, мультфільм)
- «Покрово-Покрівонько...» (1997, мультфільм)
- «Сім сльозин» (2000)
- «Любов небесна» (2001)
- «Катерина Білокур. Послання» (2001, д/ф)
- «Каїпагзіз. Очищення» (2001)
- «Світла особистість» (2001, мультфільм)
- «Невелика подорож на великій каруселі» (2002)
- «Вічний хрест» (2002)
- «Одноразова вічність» (2002, мультфільм)
- «Нікого немає вдома» (2003, мультфільм)
- «Ключ» (2004, мультфільм)
- «Поліські образки» (2006)
- «Дніпровська балада» (2012) та ін.

## Нагороди та премії
- Державна премія України імені Олександра Довженка 2014 року — за видатний внесок у розвиток українського кіномистецтва[2].
- Народний артист України (1999).
- Заслужений діяч мистецтв України (1995).
- Лауреат премій ім. М.Лисенка (1997).
- Лауреат премій ім. В.Стуса.
- Нагороджений Почесною Грамотою Президії Верховної Ради Абхазії (1975).
- Нагороджений Почесною Грамотою Президії Верховної Ради України.
- Лауреат Премії ім. Б. М. Лятошинського (2011).

## Видання творів
- Губа В.П. Срібне століття бельгійської поезії / упор., передм., пер. із франц. та наук. ред. Д.Чистяка; передм. Ж. Де Деккера, Н. Лемер д’Аґаджіо. Київ: Саміт-Книга, 2018. 112 с. ISBN 978-966-986-084-2
- Губа В. П. Київ – серце України!: збірка музичних творів на вірші українських поетів / наук. ред. Д.Чистяк. Київ: Саміт-книга, 2020. 288 с. ISMN 979-0-9007171-1-5